# Teenage Mutant Ninja Turtles: Turtles Forever
Teenage Mutant Ninja Turtles: Turtles Forever of kortweg Turtles Forever is een Amerikaanse direct-naar-video-animatiefilm, geproduceerd door 4Kids Entertainment. De film is gemaakt ter viering van het 25-jarig bestaan van het Teenage Mutant Ninja Turtles-franchise. De film combineert verschillende incarnaties van de personages, waaronder die uit de eerste en tweede animatieserie.
Een nog niet geheel voltooide versie van de film ging in première op de San Diego Comic Con in juli 2009. De film zou gedurende een nacht worden uitgebracht in bioscopen op 29 oktober 2009, maar door onenigheid tussen 4Kids Entertainmente en Fathom werd dit evenement geschrapt. Op 21 november werd de film uitgezonden op The CW4Kids.

## Verhaal
De film speelt zich af in drie parallelle universums, welke in deze samenvatting als volgt worden aangeduid:
- 1987-universum; de wereld waarin de eerste animatieserie zich afspeelt.
- 2003-universum; de wereld waarin de tweede animatieserie zich afspeelt.
- Turtle Prime; de wereld waarin de originele stripserie waarmee de TMNT-franchise begon zich afspeelt.

De film begint in het 2003-universum. Een gevecht tussen de Paarse Draak-straatbende en de Turtles wordt vastgelegd op film, maar wanneer deze later op tv wordt uitgezonden beweren alle vier de turtles (die uit het 2003-universum) niks af te weten van deze vechtpartij. Ze breken in bij het hoofdkwartier van de Paarse Draken om deze “dubbelgangerturtles” te vinden, maar ontdekken dat de dubbelgangers wel degelijk echte Turtles zijn; namelijk alternatieve versies van hen uit het 1987-universum. De andere Turtles beweren in het 2003-universum te zijn beland door toedoen van hun aartsvijanden; Shredder en Krang. Ook hun mobiele fort, de Technodrome, is in het 2003-universum beland.
De acht turtles sporten de Technodrome op. Ze worden geconfronteerd door Hun, maar verslaan hem. Hun wordt bij het gevecht blootgesteld aan een vat van het gif dat de Turtles uit het 1987-universum heeft gemaakt tot wat ze zijn, en veranderd in een monsterlijke schildpad.
Wanneer Shredder de acht turtles samen ziet, beseft hij dat er mogelijk ook alternatieve versies van hemzelf bestaat. Hij besluit de Shredder uit het 2003-universum, de Utrom Ch'rell, op te sporen in de hoop dat hij zijn bondgenoot kan worden. Hij vindt Ch’rell op de ijsasteroïde waar hij naartoe verbannen is, en teleporteert hem naar de Technodrome. Ch’rell is echter totaal niet bereid samen te werken met de menselijke Shredder en neemt de macht over de technodrome over samen met zijn adoptiefdochter Karai. Met de technologie van de technodrome maakt Ch’rell een nieuw exo-pak voor zichzelf. Daarna stuurt hij de gemuteerde Hun achter de turtles aan. Ook rekruteert hij de handlangers van zijn menselijke versie, Bebop en Rocksteady, om de Turtles te vinden.
De drie vinden de schuilplaats van de turtles, die net bezig zijn met een poort om de andere turtles terug naar het 1987-universum te sturen. Via deze poort ontsnappen alle acht turtles naar het 1987-universum. Alleen Splinter kan niet ontkomen en wordt gevangen. In het 1987-universum bereiden de turtles samen met de April O'Neil en Splinter uit dit universum een tegenaanval voor. Bij hun terugkeer in het 2003-universum blijkt dat Ch’rell de technologie van de Utroms heeft gecombineerd met die van Dimensie X om van de Technodrome een alles verwoestend wapen te maken. Ook heeft hij gerobotiseerde Foot Clan-soldaten gemaakt. De Turtles worden verslagen, waarna Ch’rell zijn plan aan hen onthuld; hij wil alle parallelle universums die er zijn bij langs gaan om zo elke incarnatie van de turtles te vernietigen. Zijn eerste doel is Turtle-Prime.
Net voordat Ch’rell vertrekt naar Turtle-Prime, laat Karai de acht turtles ontsnappen daar ze haar vader te ver vindt gaan. De turtles upgraden snel hun dimensiepoort en reizen ook af naar Turtle-Prime. Daar lopen ze hun lokale versies tegen het lijf.
Wat volgt is een massale vechtpartij waarbij twaalf turtles, Splinter, Karai, de shredder uit Turtle Prime en zelfs de Shredder en Krang uit het 1987-universum Ch’rell bevechten. Deze gebruikt echter zijn nieuwe technologie om zijn exopak kolossale afmetingen aan te laten nemen. Na een lang gevecht vernietigen Bebop en Rocksteady Ch’rell met een energiekanon van de technodrome.
De turtles uit het 1987-universum nemen de technodrome mee naar hun universum, terwijl de andere turtles terugkeren naar het 2003-universum.

## Rolverdeling
- Michael Sinterniklaas - Leonardo
- Wayne Grayson - Michelangelo
- Sam Riegel - Donatello
- Frank Frankson - Raphael
- Darren Dunstan - Splinter
- Scottie Ray - Utrom Shredder / Ch'rell
- Karen Neil - Karai
- Greg Carey - Hun
- Dan Green - Leonardo (versie uit 1987)
- Johnny Castro - Michelangelo (versie uit 1987), Rocksteady
- Tony Salerno - Donatello (versie uit 1987)
- Sebastian Arcelus - Raphael (versie uit 1987)
- David Wills - Splinter (versie uit 1987), Shredder (versie van Mirage)
- Rebecca Soler - April O'Neil (versie uit 1987)
- Load Williams - Shredder (versie uit 1987)
- Braford Cameron - Krang, Bebop, Michelangelo (versie van Mirage)
- Jason Griffith - Leonardo (versie van Mirage)
- Pete Capella - Donatello (versie van Mirage)
- Sean Schemmel - Raphael (versie van Mirage)
- Marc Thompson - Casey Jones
- Veronica Taylor - April O'Neil
- Peter Laird - zichzelf
- Kevin Eastman - zichzelf

## Achtergrond
De film bevat een groot aantal cameo’s van personages uit de verschillende TMNT-incarnaties. Zo is wanneer de turtles aankomen in het 1987-universum Irma Langinstein, een personage uit de eerste animatieserie, te zien. Tijdens het gevecht met Ch’rells leger zijn twee gemuteerde foot clan-ninja’s te zien die sterk lijken op Tokka en Rahzar, personages uit Teenage Mutant Ninja Turtles II: The Secret of the Ooze.